# Igreja do Santíssimo Nome de Jesus (Odivelas)
Die Igreja do Santíssimo Nome de Jesus ist die katholische Pfarrkirche der portugiesischen Kreisstadt Odivelas.

## Geschichte
Die Kirche wurde im 17. Jahrhundert im Stil des Barock errichtet. Weitere Arbeiten wurden im 18. und 20. Jahrhundert durchgeführt. Der Zugang liegt etwa drei Meter über dem Straßenniveau. 
Am 11. Mai 1671 ereignete sich dort der Diebstahl zweier Vasen mit Hostien, der Anlass für die Errichtung des Padrão do Senhor Roubado war.
Die Kirche wurde per Dekret vom 23. Mai 2003 zum Imóvel de Interesse Publico erklärt.